# 大船町 (名古屋市)
大船町（おおぶなちょう）は、名古屋市西区・中村区の地名。

## 歴史

### 町名の由来
御船役を務める町であることに由来する。

### 沿革
- 慶長16年 - 清洲越しにより、迫間町（はざままち）・迫間葭町が当地に移転する[1]。
- 天和3年 - 町名を大船町に改める[1]。
- 1878年（明治11年）12月20日 - 名古屋区大船町となる[2]。
- 1889年（明治22年）10月1日 - 名古屋市成立に伴い、同市大船町となる[2]。
- 1908年（明治41年）4月1日 - 西区成立に伴い、同区大船町となる[2]。
- 1913年（大正2年）4月14日 - 資本金15万円で株式会社北海銀行が設立される[3]。
- 1944年（昭和19年）2月11日 - 一部が中村区に編入され、同区大船町となる[2]。
- 1977年（昭和52年）10月23日 - 西区大船町は同区那古野一丁目に大部分が編入されたため、堀川に一部を残し消滅[2]。また、中村区大船町は同区那古野一丁目および名駅五丁目に大部分が編入されたため、同じく堀川部分に一部町域を残し消滅[2]。